# Stabroek

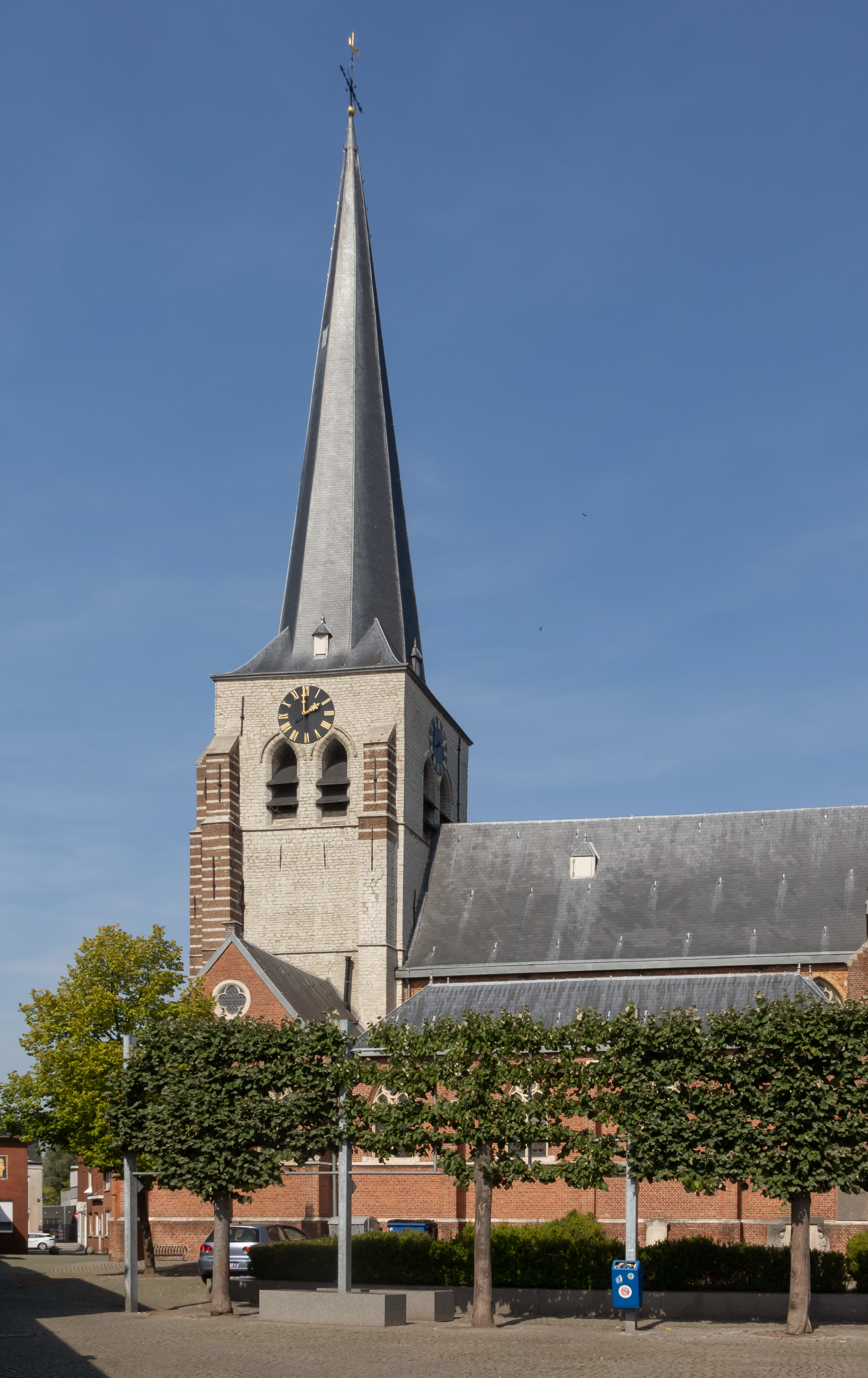
Stabroek, Kirche: parochiekerk Sint-Catharina

Stabroek ist eine belgische Gemeinde in der Region Flandern mit 18.826 Einwohnern (Stand 1. Januar 2024). Sie befindet sich nördlich des Ballungsraumes von Antwerpen am Rande der Hafenanlagen, etwa 13 Kilometer nördlich des Stadtzentrums, und grenzt unmittelbar an die Niederlande. Zur Gemeinde gehören neben dem Hauptort noch einige kleinere Ortsteile wie u. a. Heuvels, Hoevenen und ein Teil von Putte.
Brüssel liegt ca. 54 km südlich und die niederländische Stadt Rotterdam gut 62 km nördlich.
Die Gemeinde hat eine eigene Autobahnabfahrt (Stabroek) an der A12, die Antwerpen mit Rotterdam verbindet. In Kapellen befindet sich der nächste Regionalbahnhof und in Antwerpen halten auch überregionale Schnellzüge. Der Flughafen Antwerpen sowie der Flughafen von Rotterdam sind die nächsten Regionalflughäfen und der Flughafen Brüssel nahe der Hauptstadt ist ein internationaler Flughafen.
Georgetown, die Hauptstadt der Republik Guyana in Südamerika, gehörte von 1783 bis 1814 zu Niederländisch Westindien und trug in dieser Zeit den Namen Stabroek, benannt nach der antwerpischen Stadt.

## Persönlichkeiten
- René Adriaenssens (1921–1995), Radrennfahrer